# 盧克·梅瑟
盧克·梅瑟（英語：Luke Messer；1969年2月27日—）是美国的一位政治人物。自2013年開始，他是印第安納州第六國會選區選出的聯邦眾議員。他的黨籍是共和黨。他曾擔任印第安纳州众议院議員。